# Aderus microphthalmus
Aderus microphthalmus es una especie de  insecto coleóptero perteneciente a la familia Aderidae. Fue descrita científicamente por George Charles Champion en 1920.

## Distribución geográfica
Habita en India.